# عزت نورغاليف
عزت نورغاليف (30 يونيو 1986 بشيمكنت في كازاخستان - ) هو لاعب كرة قدم كازاخستاني في مركز الوسط. شارك مع منتخب كازاخستان تحت 21 سنة لكرة القدم ومنتخب كازاخستان لكرة القدم. أما مع النوادي، فقد لعب مع نادي أورداباسي ونادي توبول وFC Zhetysu ‏ وFC Sunkar ‏.

## وصلات خارجية
- عزت نورغاليف على موقع الاتحاد الدولي (مؤرشف)  (الإنجليزية)
- عزت نورغاليف على موقع الاتحاد الأوربي (الإنجليزية)
- عزت نورغاليف على موقع قاعدة بيانات كرة القدم.إي يو (الإنجليزية)
- عزت نورغاليف على موقع ناشيونال فوتبول تيمز (الإنجليزية)
- عزت نورغاليف على موقع Soccerway.com (الإنجليزية)
- عزت نورغاليف على موقع عالم كرة القدم.نت (الإنجليزية)
- عزت نورغاليف على موقع AS.com (الإسبانية)